# Dystopia (album)
A Dystopia a Megadeth nevű amerikai thrash metal együttes tizenötödik stúdióalbuma, és 2016 januárjában jelent meg a Universal Music kiadásában. A lemezfelvételre nagyban átalakult a zenekar felállása. Hosszú évek után távozott a korábbi dobos Shawn Drover és a gitáros Chris Broderick. Az új gitáros a brazil Kiko Loureiro lett az Angrából, míg a dobos posztot kisegítőként Chris Adler kapta meg, a Lamb of Godból.
Az album címadó dala Grammy-díjat kapott a "Best Metal Performance" kategóriában az 59. díjátadón.

## Az album dalai
| 1.    | The Threat Is Real                | Dave Mustaine           | 4:22 |
| 2.    | Dystopia                          | Mustaine                | 5:00 |
| 3.    | Fatal Illusion                    | Mustaine                | 4:16 |
| 4.    | Death from Within                 | Mustaine                | 4:48 |
| 5.    | Bullet to the Brain               | Mustaine                | 4:29 |
| 6.    | Post-American World               | Mustaine, Kiko Loureiro | 4:25 |
| 7.    | Poisonous Shadows                 | Mustaine, Loureiro      | 6:02 |
| 8.    | Conquer or Die! (instrumentális)  | Mustaine, Loureiro      | 3:33 |
| 9.    | Lying in State                    | Mustaine                | 3:34 |
| 10.   | The Emperor                       | Mustaine                | 3:54 |
| 11.   | Foreign Policy (Fear-feldolgozás) | Lee Ving                | 2:28 |
| 46:51 |                                   |                         |      |

| 12. | Me Hate You | Mustaine | 3:44 |

| 12. | Melt the Ice Away (Budgie-feldolgozás) | Tony Bourge, Burke Shelley | 3:28 |

| iTunes és Best Buy kiadás | iTunes és Best Buy kiadás           | iTunes és Best Buy kiadás | iTunes és Best Buy kiadás | iTunes és Best Buy kiadás | iTunes és Best Buy kiadás | iTunes és Best Buy kiadás | iTunes és Best Buy kiadás | iTunes és Best Buy kiadás | iTunes és Best Buy kiadás |
| #                         | Cím                                 | Szerző(k)                 | Hossz                     |                           |                           |                           |                           |                           |                           |
| ------------------------- | ----------------------------------- | ------------------------- | ------------------------- | ------------------------- | ------------------------- | ------------------------- | ------------------------- | ------------------------- | ------------------------- |
| 1.                        | The Threat Is Real                  | Dave Mustaine             | 4:22                      |                           |                           |                           |                           |                           |                           |
| 2.                        | Dystopia                            | Mustaine                  | 5:00                      |                           |                           |                           |                           |                           |                           |
| 3.                        | Fatal Illusion                      | Mustaine                  | 4:16                      |                           |                           |                           |                           |                           |                           |
| 4.                        | Death from Within                   | Mustaine                  | 4:48                      |                           |                           |                           |                           |                           |                           |
| 5.                        | Bullet to the Brain                 | Mustaine                  | 4:29                      |                           |                           |                           |                           |                           |                           |
| 6.                        | Post-American World                 | Mustaine, Kiko Loureiro   | 4:25                      |                           |                           |                           |                           |                           |                           |
| 7.                        | Poisonous Shadows                   | Mustaine, Loureiro        | 6:02                      |                           |                           |                           |                           |                           |                           |
| 8.                        | Look Who's Talking (bónusz dal)     | Mustaine                  | 4:14                      |                           |                           |                           |                           |                           |                           |
| 9.                        | Conquer... or Die! (instrumentális) | Mustaine, Loureiro        | 3:33                      |                           |                           |                           |                           |                           |                           |
| 10.                       | Lying in State                      | Mustaine                  | 3:34                      |                           |                           |                           |                           |                           |                           |
| 11.                       | The Emperor                         | Mustaine                  | 3:54                      |                           |                           |                           |                           |                           |                           |
| 12.                       | Last Dying Wish (bónusz dal)        | Mustaine                  | 3:49                      |                           |                           |                           |                           |                           |                           |
| 13.                       | Foreign Policy (Fear-feldolgozás)   | Lee Ving                  | 2:28                      |                           |                           |                           |                           |                           |                           |
| 54:54                     |                                     |                           |                           |                           |                           |                           |                           |                           |                           |

## Közreműködők
- Dave Mustaine – ének, szóló-, ritmus- és akusztikus gitár
- Dave Ellefson – basszusgitár, háttérvokál
- Kiko Loureiro – szóló-, ritmus- és akusztikus gitár, továbbá zongora a Poisonous Shadows dalban
- Chris Adler – dobok

## Listás helyezések
| Lemezeladási lista (2016)                     | Legjobb pozíció |
| --------------------------------------------- | --------------- |
| Ausztrália (ARIA Top 50 Albums)               | 6               |
| Belgium (Ultratop Flandria)                   | 19              |
| Belgium (Ultratop Vallónia)                   | 25              |
| Egyesült Királyság (UK Albums Chart)          | 11              |
| Finnország (Musiikkituottajat Albumit Top 50) | 3               |
| Franciaország (SNEP Album Top 100)            | 39              |
| Hollandia (Dutch Charts Album Top 100)        | 25              |
| Írország (IRMA)                               | 19              |
| Japán (Oricon)                                | 2               |
| Kanada (Billboard Canadian Albums Chart)      | 3               |
| Mexikó (Top 100 México)                       | 4               |
| Olaszország (FIMI Album Top 20)               | 21              |
| Svájc (Schweizer Hitparade Top 100 Albums)    | 7               |
| Új-Zéland (Recorded Music NZ Top 40 Albums)   | 6               |
| USA Billboard 200                             | 3               |
| USA Digital Albums (Billboard)                | 3               |
| USA Top Hard Rock Albums (Billboard)          | 1               |
| USA Top Rock Albums (Billboard)               | 1               |
| USA Top Tastemaker Albums (Billboard)         | 2               |